# 인화 구리(I)
인화구리(I)(Copper(I) phosphide), Cu3P, 인화구리는 구리와 인, 구리의 인화물의 화합물이다. 황회색의 매우 부서지기 쉬운 결정 구조 덩어리의 외관을 가지고 있다. 물과 반응하지 않는다.
최근의 결정학 조사에서 Cu3P가 구리 결핍임을 입증했으며, 이는 이 화합물의 총 공식이 Cu3−xP로 더 정확하게 표현됨을 의미한다.
구리 인화물은 구리 합금, 즉 인청동에서 역할을 한다. 그것은 구리의 아주 좋은 탈산소제이다.
인화동은 반사로 또는 도가니에서 생산할 수 있다. 구리가 풍부한 물질과 적린의 반응에 의해. 차아인산구리에 자외선을 조사하여 광화학적으로 제조할 수도 있다. 인산구리(II)를 알루미늄 금속으로 환원하여 생산할 수도 있다.
인화동은 자외선에 노출되면 형광을 나타낸다.
인화구리의 청흑색 필름은 구리염 용액에 노출될 때 백린탄에 형성된다. 따라서 인 입자가 포함된 상처는 1% 황산구리 용액으로 세척해야 한다. 그런 다음 입자를 쉽게 제거할 수 있으며 이는 형광의 도움을 받는다. 인화동 보호층의 형성은 인 섭취의 경우에도 사용되며, 황산동으로 위 세척을 경화의 일부로 사용할 때 사용된다.